# Cathédrale de la Transfiguration de Khabarovsk
Pour les articles homonymes, voir Cathédrale de la Transfiguration.
La cathédrale de la Transfiguration à Khabarovsk (en russe : Спасо-Преображенский собор) est un édifice religieux de Russie. Elle est dédiée à la Transfiguration et appartient  au Patriarcat de Moscou et de toute la Russie. Cette cathédrale est citée pour être la troisième plus élevée des églises de Russie, après la Cathédrale Saint-Isaac de Saint-Pétersbourg et la Cathédrale du Christ-Sauveur de Moscou, avec une hauteur de 96 mètres. Son emplacement spectaculaire sur une colline est choisi par le patriarche Alexis II de Moscou lors d'un vol en hélicoptère au-dessus de Khabarovsk. Elle surplombe le fleuve Amour et est implantée sur la place de la Gloire (ru) à proximité de l'ancienne cathédrale. La construction démarre le 16 octobre 2001 et s'achève en 2003. Elle est consacrée le 24 octobre 2004. C'est une cathédrale de conception traditionnelle qui rappelle les œuvres de Constantin Thon. L'église est surmontée de quatre dômes dorés de style ukrainien, celui du centre étant le plus grand. Les architectes sont Iouri Jivetiev (ru), Nikolaï Prokoudine et Evgueni Semenov. Plusieurs fresques sont présentes à l'intérieur de la cathédrale notamment sur le dôme : le Christ et les apôtres. La Cathédrale de la Transfiguration peut accueillir plus de trois mille paroissiens : elle est construite sur plusieurs niveaux, l'autel se trouvant à l'étage.